# Rhabdaminella
Rhabdaminella es un género de foraminífero bentónico considerado como nomen nudum e invalidado, aunque también considerado un sinónimo posterior de Bathysiphon de la subfamilia Bathysiphoninae, de la familia Rhabdamminidae, de la superfamilia Astrorhizoidea, del suborden Astrorhizina y del orden Astrorhizida. Su rango cronoestratigráfico abarcaba el Holoceno.

## Discusión
Clasificaciones previas incluían Rhabdaminella en el suborden Textulariina del orden Textulariida. También ha sido considerado como sinónimo posterior de Marsipella, tal vez por ser confundido con Rhabdamminella.

## Clasificación
Rhabdaminella incluía a las siguientes especies:
- Rhabdaminella cornucervi
- Rhabdaminella elongata
- Rhabdaminella ramosa
- Rhabdaminella uncinata
- Rhabdaminella vestita